# 슈테틀렌
슈테틀렌(Stettlen)은 스위스 베른주의 베른-미텔란트구에 있는 자치체이다.

## 역사
슈테틀렌은 1146년에 Stetelon으로 처음 언급되었다.
고고학적 발굴은 슈테틀렌 지역에서 여러 선사 시대 정착지의 증거를 발견했다. 가장 초기의 것은 해골과 현대 블라이헤스트라세 근처의 보석류를 포함하는 여러 라텐 문화 시대 무덤이다. 로마 시대 정착의 흔적이 다이스빌에서 발견되었다. 중세 시대에는 슈반디홀츠에 작은 성이 있었는데 기록이 남아 있지 않다.
슈테틀렌은 베른시의 4개 교구 중 가장 작은 교구였다. 1300년 이후에는 확장된 도시의 일부로 간주되었으며, 1798년까지 슈테틀렌 거주자는 베른 시민으로 간주되었다.
St. Blaise 마을 교회는 9세기에 처음 지어졌다. 12세기에 재건되었고 1400년경에 다시 재건되었다. 처음 두 교회에 대한 기록은 남아 있지 않지만, 기초는 고고학적으로 조사되었다. 현재의 교회는 1729-30년에 지어졌다.
슈테틀렌의 마을은 많은 소규모 농장의 중심지 이자 다이스빌의 작은 마을이었다. 1810년까지 슈테틀렌에는 295명의 주민이 있었고 다이스빌에는 88명의 주민이 있었고 우츨렌베르크를 따라 흩어져 있는 농장에는 총 223명의 주민이 있었다. 1700년부터 1720년까지 베른 귀족 가족은 슈테틀렌에 다이스빌구트 저택과 방앗간을 지었다. 다이스빌gut의 상류 지역은 상부 다이스빌구트로 알려지게 되었다. 1757년부터 상부 다이스빌구트는 보르플렌강을 따라 건설된 풀링, 표백 및 염색 공장의 본거지가 되었다. 1846년에 연방 폭파 모자공장은 보르플렌을 따라 건설되었다. 1876년에는 사업가요르크 울리히의 판지 공장이 뒤를 이었다. 처음에 판지는 수력으로 생산되었으며, 증기 동력과 1900년 전기로 대체되었다. 1913년에 판지 공장은 베른- 보브 철도에 연결되었다. 저렴한 운송 비용은 카르톤 다이스빌 AG 공장을 스위스에서 가장 큰 판지 공장으로 만드는 데 도움이 되었다. 이 공장은 1990년에 오스트리아의 Mayr-Melnhof Group이 인수한 후 2010년에 대규모 산업 단지를 건설하려는 베른 산업 AG 투자자 그룹에 재판매되었다.
지역 공장과 베른과의 좋은 연결은 마을을 농업에서 전형적인 교외 공동체로 전환했다. 주택 단지와 아파트 건물은 1950년대부터 농장을 대체하기 시작했다. 1949년에는 49개의 농장이 있었지만 2003년에는 11개로 줄었다. 슈테틀렌에는 초등학교와 중학교를 위한 두 개의 학교 건물(1930년과 1968년에 건축됨)이 있다.

## 지리
슈테틀렌의 면적은 3.5k㎡이다. 이 면적 중 1.81k㎡ (51.4%)가 농업 목적으로 사용되는 반면 0.94k㎡ (26.7%)는 산림이다. 나머지 토지 중 0.79k㎡ (22.4%)가 정착(건물 또는 도로), 0.01k㎡ (0.3%)가 강이나 호수이다.
건축면적 중 공업용 건물이 전체 면적의 2.0%, 주택과 건물이 13.1%, 교통 기반시설이 5.7%를 차지했다. 공원, 녹지대, 운동장이 1.7%를 차지했다. 삼림 지대를 제외한 모든 산림 지역은 울창한 숲으로 덮여 있다. 농경지 중 30.7%는 작물 재배에 사용되며, 17.6%는 목초지이며, 3.1%는 과수원이나 덩굴 작물에 사용된다. 시정촌의 모든 물은 흐르는 물이다.
시정촌은 보르플렌 계곡의 반티거와 덴텐베르크 산맥 사이에 있다. 그것은 베른 덩어리의 일부이다. 그것은 슈테틀렌의 마을, 다이스빌의 산업 단지 및 우츨렌베르크의 작은 마을로 구성된다.
2009년 12월 31일에 시정촌의 이전 지구인 베른구가 해산되었다. 다음 날 2010년 1월 1일에 새로 설립된 베른-미텔란트구에 합류했다.

## 인구통계
2020년 12월 기준, 슈테틀렌의 인구는 3,162명이다. 2010년 기준으로 인구의 10.2%가 거주하는 외국인이다. 2000년부터 2010년까지 지난 10년 동안 인구는 3%의 비율로 변화했다. 이민은 2%, 출생과 사망은 3.3%를 차지했다.
2000년 기준, 인구 대부분인 2,609명(92.1%)이 독일어를 모국어로 사용하고, 프랑스어는 50명(1.8%)으로 두 번째로 많이 사용하고, 이탈리아어는 43명(1.5%)으로 세 번째이다. 로만슈어를 구사하는 사람이 3명 있다.
2008년 기준으로 인구는 남성 48.9%, 여성 51.1%이다. 인구는 1,271명의 스위스 남성(43.7%)과 150명(5.2%)의 비스위스계 남성으로 구성되었다. 스위스 여성은 1,341명(46.1%), 비스위스계 여성은 146명(5.0%)이었다. 지자체의 인구 중 522 또는 약 18.4%가 슈테틀렌에서 태어나 2000년에 그곳에 살았다. 같은 주에서 태어난 1,373 또는 48.5%가 있었고, 534 또는 18.8%가 스위스 다른 곳에서 태어났다. 314명 또는 11.1%가 스위스 이외의 지역에서 태어났다.
2010년 기준으로 아동·청소년(0~19세)이 19.9%, 성인(20~64세)이 62.7%, 노인(64세 이상)이 17.4%를 차지한다.
2000년 기준으로 시정촌에 미혼이거나 독신인 사람은 1,178명이다. 기혼자는 1,407명, 미망인은 119명, 이혼한 사람은 129명이었다.
2000년 현재 1인 가구는 326가구, 5인 이상 가구는 74가구이다. 2000년에는 총 1,136가구(전체의 93.8%)가 상설 임대되었으며, 54가구(4.5%)는 계절적 임대, 21가구(1.7%)는 공실이었다. 2010년 기준 신규주택 건설률은 인구 1000명당 2.8세대이다. 2011년 시정촌 공실률은 3.99%였다.
역사적 인구는 다음 차트에 나와 있다.

## 정치
2011년 연방 선거에서 가장 인기 있는 정당은 24.5%의 득표율을 기록한 BDP 정당이었다. 다음으로 가장 인기 있는 세 정당은 SVP (20.3%), SPS (17.3%), FDP (13.5%)였다. 이번 연방 총선에서는 총 1,284표가 투표율 59.0%를 기록했다.

## 경제
2011년 기준으로 슈테틀렌의 실업률은 2.02%이다. 2008년 기준으로 시정촌에 고용된 사람은 총 737명이다. 이 중 1차 경제 부문에 22명이 고용되었고, 이 부문에 약 10개 기업이 참여했다. 461명이 2차 부문에 고용되었고, 이 부문에 20개의 기업이 있었다. 254명이 3차 부문에 고용되었으며, 이 부문에는 47개의 기업이 있다.
2008년에는 총 638개의 정규직에 상응하는 일자리가 있었다. 1차 부문의 일자리 수는 14개였으며, 모두 농업에 있었다. 2차 부문의 일자리 수는 440개로 그중 319개(72.5%)가 제조업, 121개(27.5%)가 건설업이었다. 3차 부문의 일자리 수는 184개였다. 3차 부문의 경우 36개(19.6%)는 도소매 또는 자동차 수리업, 10개(5.4%)는 상품의 이동 및 보관, 29개(15.8%)는 호텔 또는 레스토랑, 11개(6.0%)는 정보 산업에 종사했다. 13개(7.1%)는 기술 전문가 또는 과학자, 27개(14.7%)는 교육, 27개(14.7%)는 의료 분야에 있었다.
2000년 기준으로 시정촌으로 출퇴근한 근로자는 511명, 출퇴근 근로자는 1,296명이었다. 지자체는 근로자의 순수출 지자체로, 들어오는 1명당 약 2.5명의 근로자가 지자체를 떠나고 있다. 근로 인구 중 36.2%가 대중교통을 이용하여 출퇴근하고, 43.9%가 자가용을 이용하였다.

## 종교
2000년 인구 조사에서 로마 가톨릭 신자는 417명(14.7%)이었고 스위스 개혁 교회는 1,939명(68.4%) 이었다. 나머지 인구 중 정교회 교인 이 10명(0.35%), 크리스찬 가톨릭 교회 교인 이 4명(0.14%), 136명이 있었다. 다른 기독교 교회에 속한 개인(또는 인구의 약 4.80%). 유대인은 2명(0.07%)이었고, 이슬람교는 76명(2.68%)이었다. 불교는 8명, 힌두교는 15명이었다. 213명(7.52%)은 교회에 속하지 않았고 불가지론자 또는 무신론자였으며, 75명(2.65%)이 질문에 대답하지 않았다.

## 교육
슈테틀렌에서는 인구의 약 1,234명(43.6%)이 비필수 고등교육을 이수했으며, 499명(17.6%)이 추가 고등교육( 대학 또는 응용학문대학)을 마쳤다. 고등교육을 마친 499명 중 70.3%가 스위스 남성, 21.8%가 스위스 여성, 5.0%가 비스위스계 남성, 2.8%가 비스위스계 여성이었다.
베른주 학교 시스템은 1년의 의무 없는 유치원, 6년의 초등학교를 제공한다. 이후 3년 동안의 의무적 중학교 과정을 거쳐 학생들을 능력과 적성에 따라 구분한다. 중학교 이하 학생들은 추가 학교에 다니거나 견습생으로 들어갈 수 있다.
2009-10학년도 동안 슈테틀렌의 수업에 총 265명의 학생이 참석했다. 시정촌에는 총 48명의 학생이 있는 3개의 유치원 수업이 있었다. 유치원생 중 8.3%는 스위스의 영주권 또는 임시 거주자(시민권 아님)였으며, 10.4%는 교실 언어와 다른 모국어를 사용한다. 지자체에는 9개의 초등 학급과 160명의 학생이 있었다. 초등학생 중 10.0%는 스위스의 영주권 또는 임시 거주자(시민권 아님)였으며, 13.8%는 교실 언어와 다른 모국어를 사용한다. 같은 해에 총 57명의 학생이 있는 3개의 중학교가 있었다. 스위스의 영주권자 또는 임시 거주자(시민이 아님)인 8.8%가 있었고 14.0%는 교실 언어와 다른 모국어를 사용했다.
2000년 기준으로 슈테틀렌에는 다른 지자체에서 온 14명의 학생이 있었고 163명의 주민들은 지자체 외부 학교에 다녔다.

## 교통
- 슈테틀렌역 (베른-졸로투른 지역교통)
- 다이스빌역 (보르프 도르프-보르프라우펜선)